# Droits et devoirs des passagers des transports ferroviaires
 (mai 2017).
Les droits et devoirs des passagers des transports ferroviaires font l'objet d'une réglementation spécifique de l'Union européenne.

## Sources
- Règlement (loi-cadre) de l'Union européenne